# 飛行教育群 (第11飛行教育団)
第11飛行教育団飛行教育群（だい11ひこうきょういくだんひこうきょういくぐん）は、静浜基地に所在する第11飛行教育団隷下の部隊である。

## 部隊編成
- 群本部
- 第1飛行教育隊
- 第2飛行教育隊

## 主要幹部
| 官職名                        | 階級    | 氏名     | 補職発令日     | 前職                                |
| ----------------------------- | ------- | -------- | -------------- | ----------------------------------- |
| 第11飛行教育団 飛行教育群司令 | 1等空佐 | 前床泰彦 | 2021年11月15日 | 航空幕僚監部防衛部事業計画第1課勤務 |

| 代 | 氏名       | 在職期間                        | 前職                                                       | 後職                                    |
| -- | ---------- | ------------------------------- | ---------------------------------------------------------- | --------------------------------------- |
|    | 上田慶澄   | 0000年00月00日 - 1965年04月15日 |                                                            | 航空総隊司令部監察安全班長              |
|    | 川上次郎   | 1965年04月16日 - 1967年03月15日 | 飛行教育集団司令部教育部計画班長                           | 第8航空団副司令                         |
|    | 尾高一興   | 1967年03月16日 - 1968年02月15日 | 航空自衛隊幹部候補生学校第2教育部長                        | 飛行教育集団司令部人事部長              |
|    | 有川覚治   | 1968年02月16日 - 1971年07月15日 | 航空救難群本部先任幹部                                     | 航空救難団副司令                        |
|    | 片山千彰   | 1971年07月16日 - 1973年02月15日 | 飛行教育集団司令部教育部計画班長                           | 第2高射群司令                           |
|    | 八木武     | 1973年02月16日 - 1974年12月01日 | 実験航空隊本部実験計画部長                                 | 輸送航空団副司令                        |
|    | 三浦巌     | 1974年12月02日 - 1976年02月15日 | 第11飛行教育団基地業務群司令                               | 航空自衛隊補給統制処勤務                |
|    | 荒木昭     | 0000年00月00日 - 1977年07月31日 |                                                            | 航空自衛隊幹部学校学校教官              |
|    | 石井万晴   | 0000年00月00日 - 1979年03月15日 |                                                            | 西部航空方面隊司令部監察官              |
|    | 笠原正男   | 1979年03月16日 - 1981年03月15日 | 第6航空団司令部防衛部長                                    | 航空幕僚監部副監察官                    |
|    | 中村賢一   | 1981年03月16日 - 1982年08月01日 | 北部航空方面隊司令部監察官                                 | 保安管制気象団司令部監察官              |
|    | 森忠暉     | 1982年08月02日 - 1984年07月31日 | 飛行教育集団司令部監察官                                   | 航空実験団司令部総務部長                |
|    | 岩下弘     | 1984年08月01日 - 1985年09月30日 | 統合幕僚学校学校教官                                       | 防衛研究所所員                          |
|    | 谷之夫     | 1985年10月01日 - 1987年07月31日 | 第11飛行教育団勤務                                         | 第2輸送航空隊副司令                     |
|    | 菊池文男   | 1987年08月01日 - 1989年07月31日 | 防衛局調査第1課勤務                                        | 統合幕僚学校学校教官                    |
|    | 西川道雄   | 1989年08月01日 - 1990年07月31日 | 航空教育集団司令部教育部計画班長                           | 第8航空団副司令                         |
|    | 新谷二三男 | 1990年08月01日 - 1992年03月31日 | 第1航空団司令部防衛部長                                    | 航空安全管理隊航空事故調査部長          |
|    | 小関和義   | 0000年00月00日 - 1994年11月30日 |                                                            | 防衛大学校教授                          |
|    | 富永恭弘   | 1994年12月01日 - 1997年07月31日 | 航空総隊司令部勤務                                         | 警戒航空隊副司令                        |
|    | 渡邊正俊   | 1997年08月01日 - 1999年03月28日 | 航空総隊司令部防衛部防衛課研究室長                         | 北部航空方面隊司令部監察官              |
|    | 岩松達生   | 1999年03月29日 - 2000年07月31日 | 航空自衛隊幹部学校付                                       | 南西航空混成団司令部防衛部防衛課長      |
|    | 池岡道範   | 2000年08月01日 - 2001年11月30日 | 航空教育集団司令部教育部計画課長                           | 航空救難団飛行群副司令                  |
|    | 佐藤久     | 2001年12月01日 - 2003年03月31日 | 北部航空警戒管制団第42警戒群司令 兼 大湊分屯基地司令       | 航空自衛隊幹部学校主任研究開発官        |
|    | 栗林秀人   | 2003年04月01日 - 2004年11月30日 | 航空教育集団司令部教育部運用課長                           | 飛行点検隊司令                          |
|    | 渡部憲政   | 2004年12月01日 - 2006年03月31日 | 航空幕僚監部人事教育部教育課 一般教育班長                  | 航空総隊司令部防衛部演習計画課長        |
|    | 宮澤康夫   | 2006年04月01日 - 2007年03月27日 | 航空幕僚監部運用支援・情報部 運用支援課訓練調整官          | 航空開発実験集団司令部監理監察官        |
|    | 渡部佐斗司 | 2007年03月28日 - 2009年07月14日 | 航空教育集団司令部教育部計画課長 兼 航空教育集団司令部勤務 | 警戒航空隊副司令（三沢）                |
|    | 淺香貴昌   | 2009年07月15日 - 2011年11月30日 | 第11飛行教育団勤務                                         | 第4航空団付                             |
|    | 池田五十二 | 2011年12月01日 - 2014年01月14日 | 航空支援集団司令部防衛部 運用第2課長                       | 第1航空団副司令                         |
|    | 志村隆     | 2014年01月15日 - 0000年00月00日 | 航空教育集団司令部教育部運用課長                           |                                         |
|    |            | 0000年00月00日 - 0000年00月00日 |                                                            |                                         |
|    | 大西健介   | 0000年00月00日 - 2017年05月31日 |                                                            | 第8航空団飛行群司令                     |
|    | 原陽一     | 2017年06月01日 -                | 航空幕僚監部総務部総務課勤務                               |                                         |
|    |            | 0000年00月00日 - 0000年00月00日 |                                                            |                                         |
|    | 谷口利彦   | 0000年00月00日 - 2021年11月14日 |                                                            | 中部航空方面隊司令部総務部 援護業務課長 |
|    | 前床泰彦   | 2021年11月15日 -                | 航空幕僚監部防衛部事業計画第1課勤務                        |                                         |